# Opstanden i Storpolen (1806)
Opstanden i Storpolen 1806 var en polsk militær opstand, som fandt sted i regionen Wielkopolska, også kendt som Storpolen, mod de preussiske besættelsesstyrker  efter delingerne af det polsk-litauiske rige (1772-1795).
Opstanden blev organiseret af general Jan Henryk Dąbrowski for at hjælpe med at fremme franske styrker under Napoleon med at befri Polen fra den preussiske besættelse. Wielkopolska-oprøret var en afgørende faktor, der tillod dannelsen af hertugdømmet Warszawa (1807) og optagelsen af Wielkopolska i hertugdømmet Warszawa.

## Historisk baggrund
Mens Kongeriget Preussen allerede havde en stor polsk befolkning i Øvre Schlesien, fik det yderligere polske statsborgere under Polens deling. Fra begyndelsen af det preussiske styre var polakker underlagt en række foranstaltninger rettet mod dem og deres kultur, især det polske sprog blev afskaffet til fordel for tysk.
Den Fjerde koalitionskrig mellem Napoleons Frankrig og Kongeriget Preussen gav de polske indbyggere i Storpolen håb om at genvinde deres uafhængighed, og afslutte det undertrykkende preussiske styre.
Napoleon, der regnede med fordele ved at få kontrol over landområder på den anden side af Preussen, sendte en gruppe udsendinge til Sydpreussen for at indsamle oplysninger om situationen i provinsen, og de polske borgeres sympatier. Den 20. september 1806 udstedte kejseren ordre om at danne en ny division af polske desertører fra den preussiske hær. Der var så mange, at Napoleon to dage senere besluttede at danne endnu en division.
Den åbne konflikt mellem Frankrig og Preussen sikrede, at Preussen kun kunne opretholde et lille antal tropper i Storpolen. Desuden var en stor del af disse soldater polske statsborgere. Dette gav de preussiske befalingsmænd en del problemer, for eksempel deserterede 3000 polske tropper (en syvendedel) mellem 1. november og 20. december fra Toruń-korpset.

## General Dąbrowskis mission
For at forvirre preusserne, valgte Napoleon general Jan Henryk Dąbrowski, som opholdt sig i Italien. Dąbrowski blev valgt til denne mission, fordi han nød stor respekt i Storpolen fra sin militære ledelse under opstanden i 1794.
Generalen Dąbrowski mødtes med kejseren i Dessau 22. oktober 1806. Her beordrede Napoleon Dąbrowski til at tage til Poznań og organisere regulære polske tropper. Efter nogle dages forberedelse forelagde Dąbrowski kejseren en plan om at danne en polsk hær på 40.000 soldater. For at realisere denne, bad Dąbrowski om at få sendt polske officerer fra andre napoleonske enheder til sig, og på hans særlige anmodning blev Józef Wybicki udpeget til at blive den fremtidige chef for de civile myndigheder. Gruppen hørte fra Napoleon, som var i Berlin, at "polakkerne skal fortjene uafhængighed", og da han blev spurgt, om han ville oprette en polsk stat, svarede Napoleon: "Jeg vil se, om polakkerne er værdige til at være en nation".

## Opstand
Dąbrowski sendte udsendinge til Poznań for at vurdere situationen. Da de vendte tilbage til generalen fortalte de, at hele "regionen er fuld af patriotisk ånd og glæde over den franske hærs succes", gik Dąbrowski og Wybicki ind i byen den 3. november 1806 og førte de første enheder af den franske hær. Deres ankomst blev en stor polsk patriotisk demonstration. Samme dag opfordrede Dąbrowski polakkerne til at stå sammen med Napoleon og kæmpe mod preussernes besættelse. Dąbrowski og Wybicki oprettede Voivodskabs kommissionen (Komisja wojewódzka), hvis opgaver var administrativ kontrol og opretholdelse af ro og orden i området, og om sociale og økonomiske spørgsmål.
Dąbrowskis og Wybickis proklamation blev entusiastisk vedtaget af bourgeoisiet, men med forbehold af adlen. Derfor blev der dannet polske enheder i det nyoprettede Poznań-departement, hovedsageligt i de store byområder som Poznań, mens mobiliseringen var meget langsom på landet.
I Kalisz-departementet blev en særlig proklamation annonceret den 9. november. Der blev dannet Store centre for oprørskrigere i Kalisz og Konin. Den 10. november deltog polske krigere i kampe mod preussiske tropper nær Ostrzeszów og Kępno; derefter, den 13. november, spredte opstanden sig til området omkring Sieradz.
Polakkerne havde de vanskeligste kampe i Bydgoszcz-departementet. Som øverstbefalende for de nyoprettede polske enheder i denne region måtte general Amilkar Kosiński kæmpe mod de største preussiske troppestyrker i Storpolen på den ene side og med en u-samarbejdsvillig fransk forvalter på den anden, med tropper med meget lidt træning eller erfaring.
Samtidig var Dąbrowski allerede ved at skabe en regulær hær, ved at mobilisere en mand fra hver ti hytter, og iværksatte den 3. december fuld mobilisering med hjælpesoldater til de regulære tropper. Disse regulære hærenheder rensede sammen med nogle irregulære modstandsfolk Storpolen for lommer af de resterende preussiske enheder. Et oprør bredte sig i andre regioner, og i november tog krigere kontrol over fæstningen Jasna Góra.
I begyndelsen af januar 1807 havde den regulære polske hær, der var organiseret som andre af Napoleons hære, 23.000 soldater, hvoraf 20.000 var fra Poznań- og Kalisz-departementerne. Den franske kejser opholdt sig i Poznań mellem 27. november og 12. december 1806.

## Den pomerske kampagne
Den 3. januar 1807 gav den franske marskal Louis-Alexandre Berthier ordre til de eksisterende enheder af de planlagte divisioner i Poznań- og Kalisz-afdelingerne, om at danne en brigade fra hver afdeling. Begge infanteribrigader dannede en division under kommando af general Dąbrowski. Brigader blev styrket af 300 polske kavalerister, udover enheden fra Warszawa-afdelingen, der begge blev omdannet til et unikt kavaleriregiment under kommando af sønnen af Jan Henryk Dąbrowski – oberstløjtnant Jan Michał Dąbrowski. Alle enheder i den nye division startede deres march den 7. januar, og skulle mødes i Bydgoszcz.
I mellemtiden vandt de enheder under kommando af Amilkar Kosiński, som havde kæmpet mod regulære preussiske tropper siden december, slaget ved Koronowo og marcherede til Świecie, hvilket tvang fjenden til at forlade byen og sikrede dette koncentrationssted for den nyoprettede division.
Før begyndelsen af det nye felttog blev de vigtigste polske tropper styrket og reorganiseret i tre divisioner: Poznań-divisionen kommanderet af JH Dąbrowski, Kalisz-divisionen kommanderet af Józef Zajączek og Warszawa-divisionen kommanderet af Józef Poniatowski. Kalisz-divisionen blev sendt til belejringen af Grudziądz og Warszawa-divisionen rykkede nordpå sammen med hele den franske hær i retning mod Danzig. På dette tidspunkt opholdt 6.000 soldater fra Poznań-divisionen sig i nærheden af Bydgoszcz og rykkede senere frem mod Gniezno og Dirschau. Begge byer blev erobret, men polakkerne blev tvunget til at trække sig tilbage af preussiske tropper.
Efter en omorganisering var Poznań-divisionen sammensat af 6 bataljoner infanteri, 3 eskadroner kavaleri og 2.000 ruszenier under kommando af general Michał Sokolnicki. Den 15. februar erobrede kavaleri igen Tczew, men blev tvunget til at trække sig tilbage igen. 8 dage senere, den 23. februar, angreb hele divisionen byen, som blev forsvaret af en stærk preussisk garnison. Efter 7 timers kampe erobrede polakker Tczew, men general Dąbrowski blev såret, og hans søn blev også hårdt såret. Derfor blev JM Dąbrowski forfremmet til brigadegeneral. Efter slaget blev general Kosiński den nye divisionschef.
Tidligere, i januar 1807, havde Dąbrowski dannet en divisionsgruppe under kommando af oberst Garczyński fra Poznań-tropperne. Enheden erobrede Schneidemühl, Deutsch Krone og Wieluń. I februar 1807 blev Garczyńskis gruppe underordnet general Kosiński og blev senere, med nogle tropper af pospolite ruszenie, sendt til kamp nær Neustettin. På dette tidspunkt erobrede Sokolnickis tropper Słupsk og deltog senere i belejringen af Danzig, som overgav sig i maj. Også i maj vendte Poznań-divisionen, nu omdøbt til 3. polske division, tilbage under kommando af general JH Dąbrowski. Efter erobringen af Danzig kæmpede polske tropper også i Masurien, inklusive slaget ved Friedland.

## Efterspil
Den Pommerske kampagne blev afsluttet da Königsberg kapitulerede den 15. juni 1807, de senere traktater i Tilsit og Kongeriget Preussens anerkendelsen af hertugdømmet Warszawa.